# Робот-пылесос

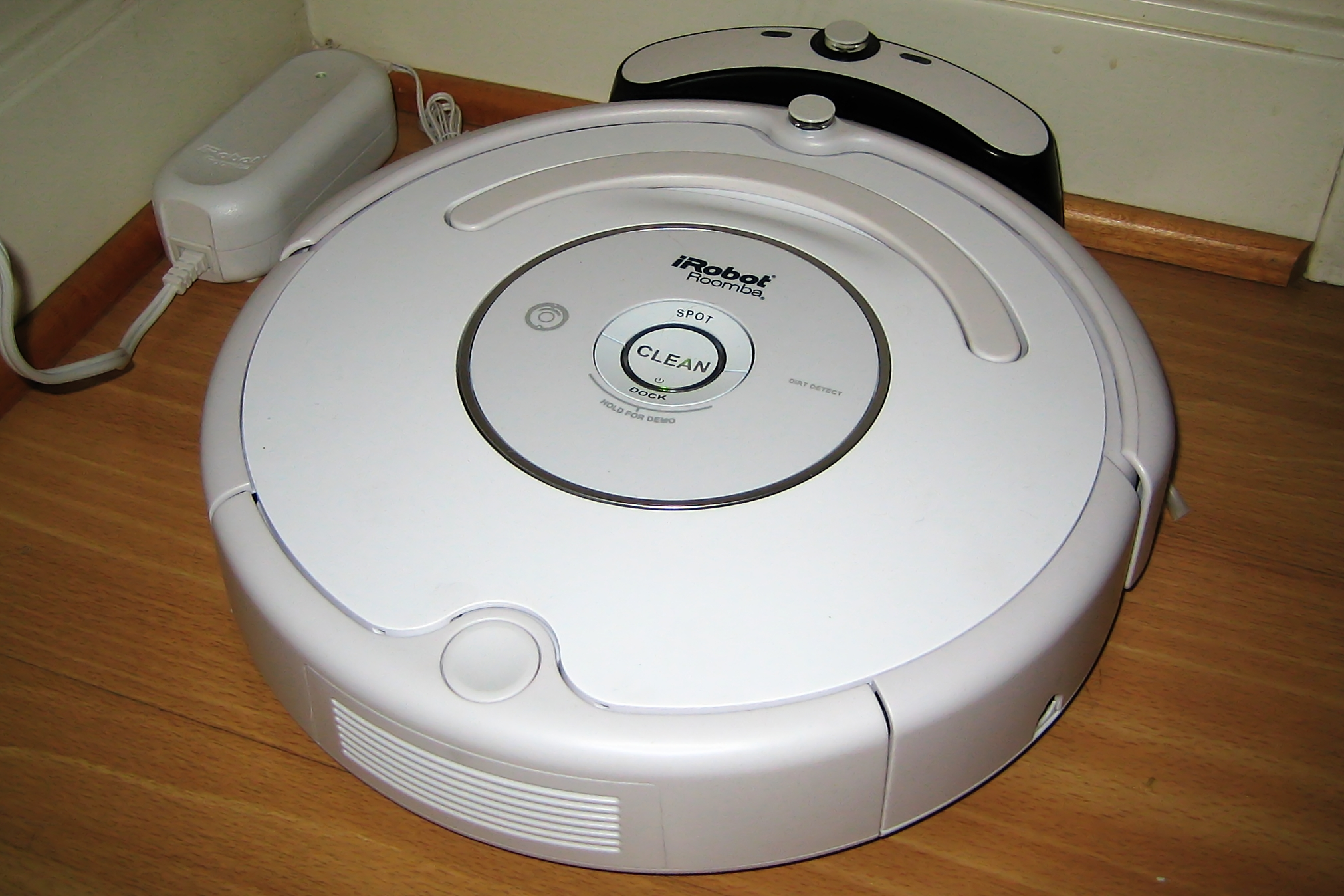
робот-пылесос Roomba 500-серии

Робот-пылесос — пылесос, предназначенный для автоматической уборки помещений с минимальным участием человека или без него. Робот-пылесос способен к самостоятельному перемещению и ориентированию в пространстве, для чего оснащается аккумулятором, колёсными движителями, навигационными сенсорами и управляющим микроконтроллером. Относится к классу бытовых роботов и интеллектуальной бытовой технике для умного дома.
С начала 2000-х годов многие компании стали производить «роботизированные пылесосы», такие как Electrolux Trilobite, Roomba, Samsung Navibot, Okami и др.

## Описание
Современное устройство чаще всего представляет собой диск диаметром 28-35 см и высотой 9-13 см. В передней части робота обычно находится «бампер» — большой контактный сенсор, с помощью которого робот определяет столкновение с препятствиями. Внутри «бампера» обычно находятся бесконтактные датчики определения препятствий (состоящие из источника инфракрасного излучения и измерителя величины отраженного сигнала).

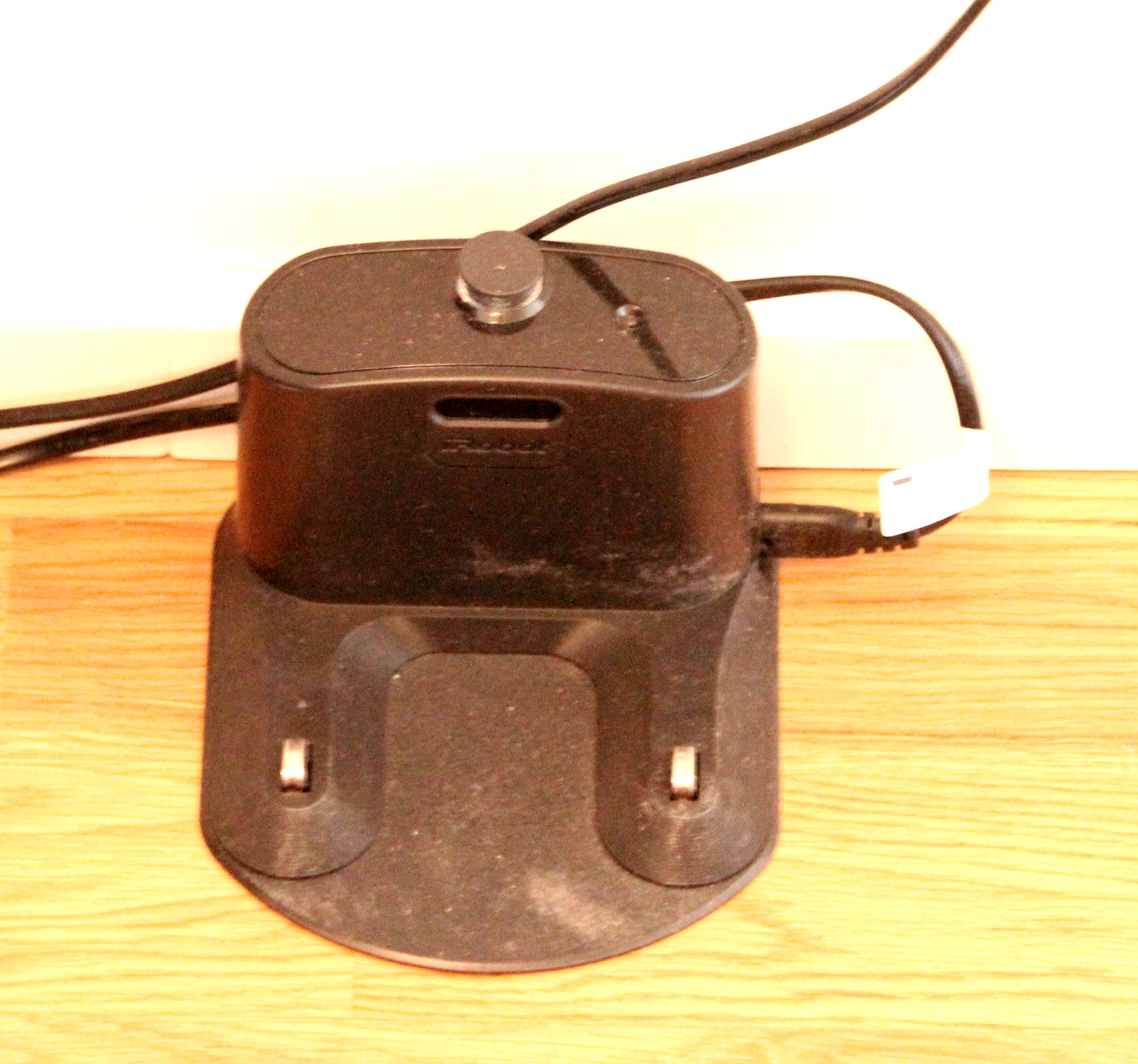
Зарядная база с контактами для зарядки через днище робота

Для работы робот-пылесос использует внутренние аккумуляторы (Ni-MH, Li-ion и LiFePO4) и нуждается в регулярной подзарядке от специального модуля — «Базы» (также часто на роботе присутствует гнездо для ручной зарядки — но данная возможность обычно не используется). Большинство моделей умеют самостоятельно находить «Базу» и подключаться к ней по завершении уборки. Зарядка занимает порядка 2-5 часов (в зависимости от типа и ёмкости аккумуляторов).
Во время уборки робот самостоятельно движется по заданной поверхности, убирая с неё мусор. Встретив на пути препятствие, робот принимает решение о способе его преодоления на основе специальных алгоритмов.
Роботы-пылесосы, как правило, имеют небольшую высоту, достаточно низкую, чтобы пройти под кроватью или другой мебелью. Если робот-пылесос поймет, что он застрял, он перестанет двигаться, и начнет подавать звуковые сигналы, помогающие владельцу его обнаружить. Часто причиной застревания являются провода или вещи разбросанные по полу, которые наматываются на щетки робота и блокируют их.
В зависимости от модели, в комплектацию может также входить «Виртуальная стена» (или магнитная лента), которая позволяет оградить убираемую территорию.
Для защиты от падения с лестниц, на днище робота возле колес обычно установлены 4 или 6 бесконтактных датчиков (состоящие из источника инфракрасного излучения и измерителя величины отраженного сигнала) направленных вниз, и располагаемых рядом с колесами робота. Из-за особенностей работы данных датчиков, роботы воспринимают черные поверхности (чаще всего — резиновые коврики) как непреодолимое препятствие (думая, что перед ними пропасть).
Если в доме нет лестницы, то можно заклеить датчики, предостерегающие от падения, белой бумагой, тогда робот-пылесос сможет убирать даже тёмные напольные покрытия.

Устройство робота-пылесоса (вид снизу) с блоком влажной уборки
Устройство робота-пылесоса (вид сверху) со снятой крышкой
Комплектация робота-пылесоса

### Классификация
Современные роботы-пылесосы по виду уборки условно можно разделить на следующие категории:
- использующие только силу всасывания — как правило, это самые недорогие и компактные модели. На днище находится узкая щель, через которую производится всасывание мусора в пылесборник. Учитывая достаточно слабую мощность всасывания (по сравнению с полноценными пылесосами, питающимися от электрической сети), основное их предназначение — сбор пыли, шерсти, и легковесного мусора с ровных поверхностей.
- использующие силу всасывания и турбощетку — у данных моделей на днище находится одна вращающаяся с большой скоростью щетка (в редких случаях — две независимых, образующих форму в виде буквы «V»), которая заметает мусор в пылесборник. Одновременно с этим, происходит всасывание воздуха через отверстие для турбощетки — это позволяет собрать облако пыли, создаваемое турбощеткой. Данные роботы способны собирать практически любой мусор с ровной поверхности, и производить чистку верхнего слоя ковровых покрытий.
- использующие силу всасывания, и двойную турбощетку — у данных моделей на днище две расположенных вплотную к друг другу щетки, вращающиеся с большой скоростью в противоположных направлениях. Одна щетка предназначена для заметания мусора в пылесборник, вторая (как правило, состоящая из резиновых лопастей) — для поднятия ворса ковровых покрытий. Для более эффективной чистки ковровых покрытий, блок со щетками обычно не закреплен, и может двигаться по вертикали под силой собственной тяжести — это позволяет при движении робота по ковровым покрытиям, щеткам опускаться ниже уровня колес робота. Одновременно с этим, происходит всасывание воздуха либо через отверстие для турбощетки, либо через дополнительное отверстие.
- влажный полотёр — на днище робота (или на специальные вращающиеся площадки в нижней части робота) крепится тряпочка из микрофибры, которая постоянно увлажняется посредством капиллярной системы из резервуара с водой (в некоторых моделях, влага разбрызгивается непосредственно на пол). Перед использованием подобных роботов необходимо производить сухую уборку (так как в противном случае, будут оставаться «грязевые разводы»). Обычно выполняется не в виде отдельного устройства, а в виде сменных блоков для моделей из перечисленных выше категорий. В некоторых моделях зарядная база дополнительно содержит систему прополаскивания водой тряпочки из микрофибры, что значительно уменьшает вероятность оставления роботом «грязевых разводов» по завершению уборки.
- сухой полотер — учитывая, что такие роботы не содержат в себе системы всасывания, называть их роботами-пылесосами не совсем корректно (часто используется альтернативное название: «робо-швабра»). На днище робота крепится тряпочка из микрофибры, которой робот «вытирает» пол. Если робот содержит особый алгоритм передвижения, то весь мусор робот «везёт» перед собой (как робот Braava). В противном случае, мусор разносится от центра комнаты к углам (не считая той части, которая оседает на самой тряпочке). Обычно тряпочку разрешается намочить перед запуском уборки — таким образом, можно получить функцию влажного полотера на небольшой площади (расходуя влагу на увлажнение пола, тряпочка очень быстро высыхает). Замечание: функция сухого полотера присутствует в большинстве роботов-пылесосов, однако из-за наличия в них системы всасывания пыли, тряпочка из микрофибры применяется для повышения качества сухой уборки на паркетных поверхностях, а также для возможности получения функции влажного полотера на небольшой площади.
- моющий робот — отличительной особенностью является смачивание поверхности из бака с водой, и последующий сбор образовавшейся грязи в отдельный резервуар (как робот Scooba). На рынке представлено всего несколько моделей из данной категории, которые требуют довольно сложные и длительные процедуры по обслуживанию робота.

Замечание: также у большинства моделей присутствуют одна или две боковые щетки — они предназначены для выметания мусора из недоступных зон, что позволяет производить уборку вдоль стен (и мебели).

### Управление устройством
В зависимости от модели, запуск уборки можно осуществить следующими способами:
- с помощью кнопок, расположенных на верхней панели робота.
- с помощью инфракрасного (или радио) пульта дистанционного управления, позволяющий осуществлять запуск (в некоторых моделях также доступно ручное управление и/или настройка) устройства дистанционно, что может быть полезно для людей с ограниченными физическими возможностями.
- с помощью кнопок на зарядной «Базе».
- с помощью мобильного приложения. В приложении обычно можно задавать режимы: уборка всей квартиры, уборка определённой площади, уборка по расписанию.

Вне зависимости от способа управления, в некоторых моделях присутствует функция запуска уборки "по расписанию". Пользователем заранее программируется время ежедневной уборки (в некоторых моделях можно задавать сложное расписание, например: уборка только в определённые дни недели, и в разное время). Робот сам в назначенное время включается и начинает уборку. После практически полной разрядки аккумуляторов, робот самостоятельно находит «Базу» и подключается к ней для зарядки. Данная функция наиболее полезна когда часто никого не бывает дома, и если Вас раздражает звук работающего рядом пылесоса. В этом случае для владельца уборка роботом-пылесоса происходит незаметно.
Также в роботах обычно присутствует программа уборки «местная» — требующая ручного переноса робота в центр загрязнения, и ручного запуска, после чего производится короткая программа уборки на площади одного-двух квадратных метров (могут быть отличия в зависимости от модели).

### Чистка
По окончании одной или нескольких уборок, владелец должен освободить пылесборник робота-пылесоса (в некоторых моделях, пылесборник большого объёма находится в «Базе», и робот самостоятельно сбрасывает мусор в него). Периодичность очистки пылесборника зависит от его объёма, от чистоты и площади убираемой поверхности. Помимо очистки пылесборника, периодически требуется очистка щеток от намотавшихся на них волос и шерсти (по этой причине владельцам сильно линяющих домашних животных рекомендуется использовать пылесосы без турбощеток, или со специальными щетками для сбора шерсти).

### Ориентация в пространстве

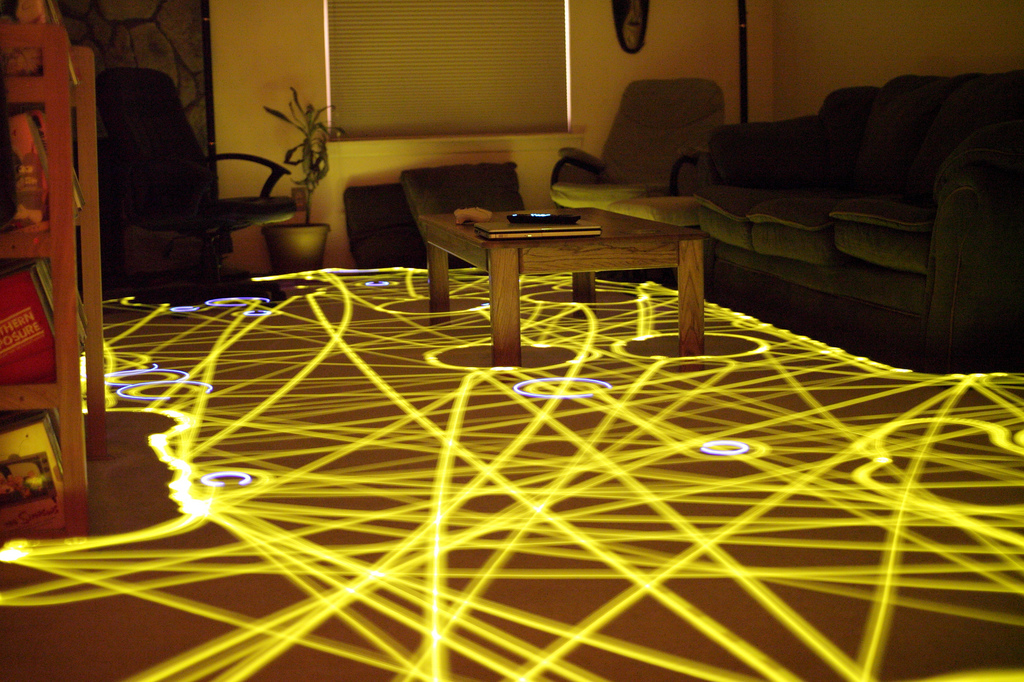
Фотосъёмка на длинной выдержке, показывающая алгоритм передвижения робота-пылесоса в течение 45 минут

Большинство роботов-пылесосов используют случайный маршрут, выбирая поочерёдно один из алгоритмов: движение по прямой, движение по зигзагу, движение по спирали, движение вдоль стен, поворот на произвольный угол. Данный алгоритм не гарантирует, что по окончании уборки все комнаты будут убраны, и не гарантирует, что в рамках одной комнаты не останется неубранных участков. Однако при ежедневной длительной уборке, вероятность оставшихся неубранных участков стремится к нулю.
Более дорогие модели роботов строят в памяти «карту помещения», и планируют оптимальный маршрут по данной карте — это позволяет существенно уменьшить длительность уборки.
Список датчиков, которые используются для навигации робота в пространстве:
- ультразвуковые дальномеры, как например у робота-пылесоса Electrolux Trilobite[англ.][3]. В настоящее время практически не используются.
- контактные датчики препятствий — датчик на бампере позволяет регистрировать удары о стены, мебель.
- бесконтактные датчики препятствий — состоящие из источника инфракрасного излучения и измерителя величины отраженного сигнала. Позволяют роботу останавливаться в 1-5 см от препятствия, тем самым сохраняя себя и мебель от царапин. Из-за особенности конструкции, регистрирует препятствия только на определённой высоте (2-4 см от пола). Плохо реагирует на чёрные поверхности.
- «виртуальная стена», которая позволяет ограничить пространство уборки — источник узкого луча инфракрасного излучения, воспринимаемый роботом как препятствие.
- «координатор движения» — по сути, это «виртуальная стена», которая может включаться и выключаться самостоятельно (или по команде от робота). Служит для удержания робота в одной комнате до её полной уборки, после чего «координатор движения» выпускает робота из комнаты и не пускает обратно в уже убранную комнату. Используется для более эффективной работы роботов со случайным маршрутом.
- инфракрасные датчики в нижней части устройства, которые не позволяют устройству упасть с лестницы, как например у робота-пылесоса Roomba, Xiaomi Mi Robot Vacuum Cleaner. Из-за особенностей работы данных датчиков, роботы воспринимают черные поверхности (чаще всего — резиновые коврики) как непреодолимое препятствие (думая, что перед ними пропасть).
- вращающийся триангуляционный лазерный дальномер, как в роботах-пылесосах Neato. Из-за особенности конструкции, регистрирует препятствия только на определённой высоте (10-11 см от пола). Не реагирует на зеркальные поверхности.
- видеокамеры (направленной вперед или вверх) и технологии машинного зрения. Недостаток: плохо работают в темноте.
- датчики магнитного поля на самом роботе и магнитные ленты, приклеиваемые на пол — позволяют создавать «виртуальную стену» сложной формы, как в роботах-пылесосах Neato.

## Возможные аксессуары
Помимо расходников, производитель обычно позволяет дополнительно купить для робота-пылесоса следующие аксессуары:
- Специальная щётка для сбора шерсти — специальная щётка, лучше приспособленная для сбора шерсти домашних животных; В отличие от обычной щетки, не содержит щетинок (что значительно уменьшает количество намотавшейся шерсти на щетку). Как правило, это барабан с резиновыми лопастями.
- Пульт дистанционного управления — для управления роботом-пылесосом дистанционно; Зачастую уже входит в комплект.
- Планировщик — возможность запрограммировать работу робота-пылесоса по расписанию; Обычно уже интегрирован в пульт или «Базу» робота.
- Виртуальная стена или ограничитель движения  — обычно это специальный излучатель, который с помощью инфракрасного луча создает невидимую зону различной формы, в которую пылесос не должен заезжать. Иногда вместо инфракрасного луча используется магнитная лента приклеиваемая на пол. Используется для ограничения района уборки роботом-пылесосом; Зачастую в комплект уже входит 1 стена, но количество используемых стен, с которыми может работать робот обычно не ограничено.
- Координатор движения — используется для разделения районов последовательной уборки роботом-пылесосом;
- Увеличенный источник питания — аккумуляторы большей ёмкости для робота-пылесоса, позволяющие устройству работать дольше от одного заряда.
- Блок влажной уборки — дополнительные элементы, которые позволяют роботу выполнять функции влажного полотера. Обычно состоит из бака с водой (который устанавливается вместо мусорного контейнера), и салфетки из микрофибры. Типичным образцом пылесоса с блоком для влажной уборки является PVCR 0726W.

## История

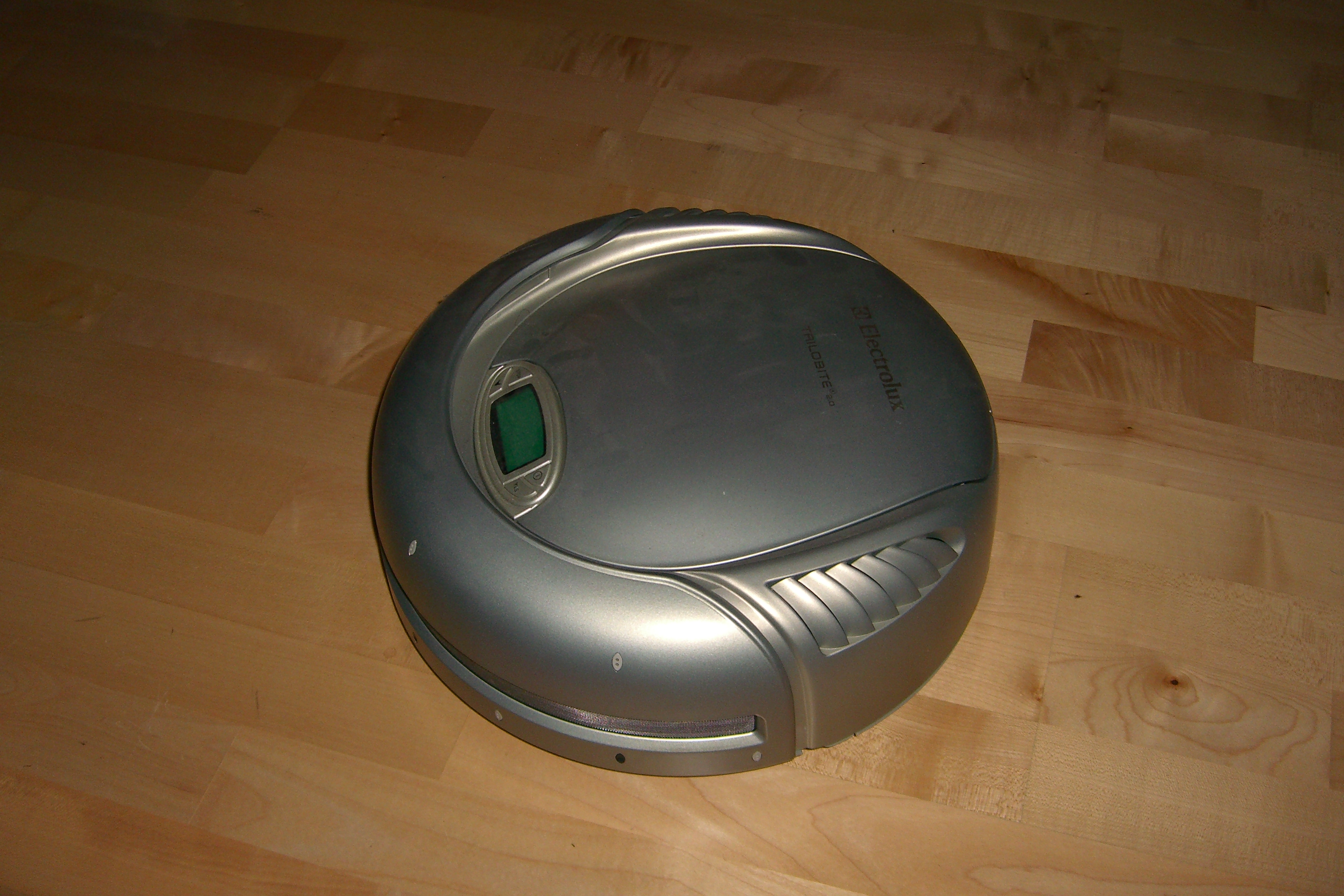
Робот-пылесос Electrolux Trilobite 2.0 (модель 2004 года)

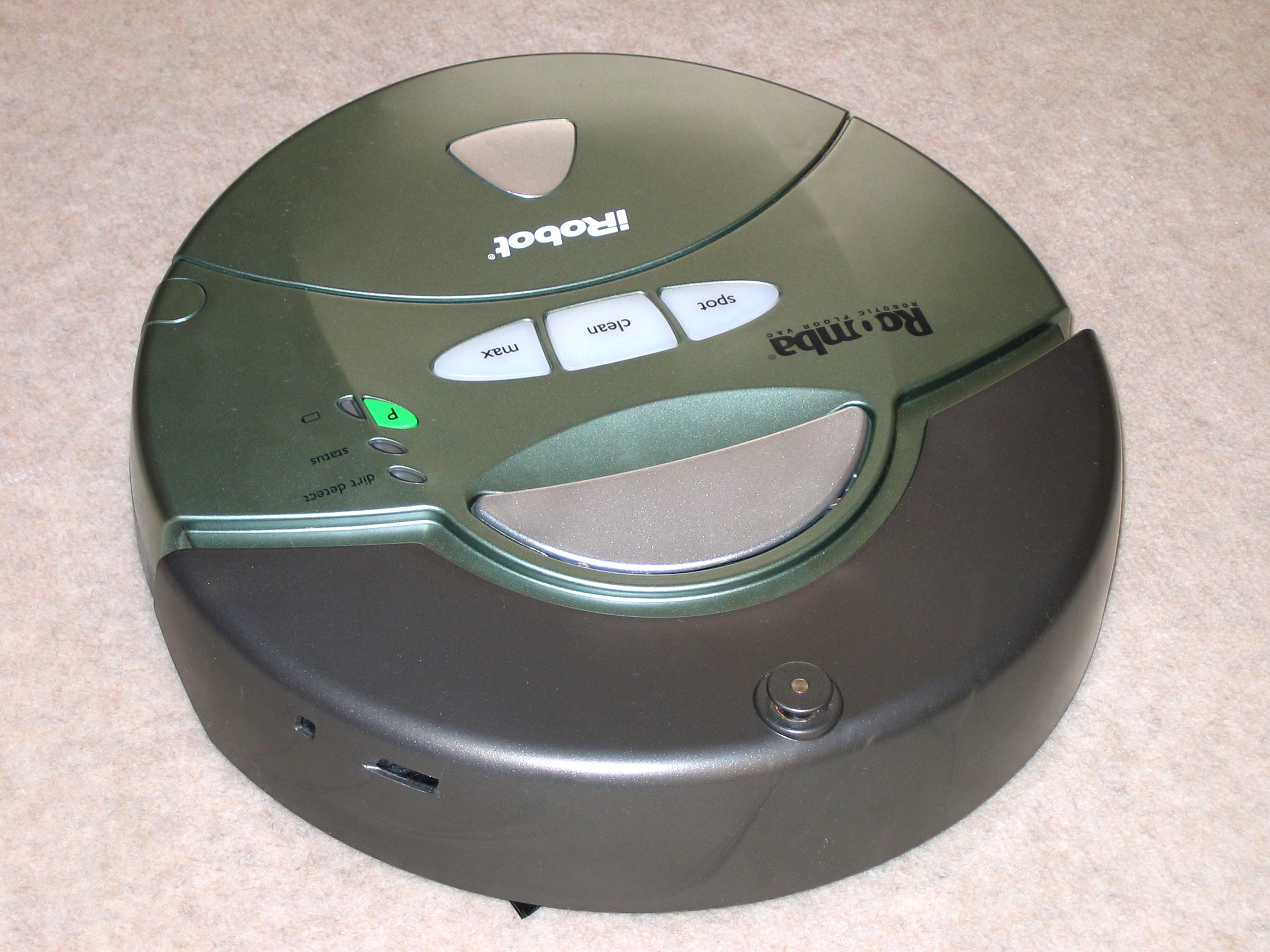
Робот-пылесос iRobot Roomba (2005 года выпуска)

- В 1956 году был опубликован фантастический роман Роберта Хайнлайна «Дверь в лето», главный герой которого, по сюжету, является изобретателем роботов для домашней уборки.
- В 1958 году в свет вышла вторая книга трилогии о Незнайке, написанная Николаем Носовым «Незнайка в Солнечном городе». В 14 главе произведения главный герой был разбужен устройством «Кибернетика», которое фактически представляло собой современный робот-пылесос, интегрированный в систему «умного дома».
- История роботов-пылесосов начинается в 1997 году, когда на телеканале BBC телезрителям был показан прототип пылесоса-робота, над созданием которого работала компания Electrolux.
- В 2002 году был впервые представлен робот-пылесос Roomba — американской компанией iRobot Corporation, но их серийное производство началось чуть позже. Компания iRobot Corporation основана в США в 1990 году и изначально её деятельность была сконцентрирована на робототехнике и обслуживании заказов военного ведомства США и космической программы NASA.
- Первым серийно выпускаемым автоматическим уборщиком помещений стал робот-пылесос Electrolux Trilobite[англ.] шведского концерна Electrolux, серийный выпуск которого был начат в 2002 году[3].
- В 2004 году — компания Electrolux выпустила на рынок робот-пылесос 2-го поколения Trilobite 2.0.
- К 2004 году помимо компаний Electrolux и iRobot роботы-пылесосы начали выпускать такие компании как: Karcher (робот-пылесос RoboCleaner RC 3000), Samsung (робот-пылесос VC-RP30W), LG (робот-пылесос ROBOKING), Siemens (робот-пылесос Sensor Cruiser), Sharper Image Design (робот-пылесос eVac).
- В 2005 году — германский концерн Bosch-Siemens Hausgerate представил пылесос-робот 2-го поколения Sensor Cruiser (вес 2 кг, диаметр 28 см, высота 12 см). В отличие от роботов 1-го поколения этот аппарат не прекращает уборку при заполнении своего пылесборника. Он узнает, когда нужно остановиться, и по маршруту, прокладываемому инфракрасным лучом, находит базовую станцию, самостоятельно стыкуется с ней и сбрасывает собранную пыль в большой пылесборник-накопитель. При каждом таком «визите» робот подзаряжает свои аккумуляторы. И это позволяет ему не прекращать работу до тех пор, пока базовая станция не даст сигнал о необходимости заменить пылесборник, или с пола не исчезнет последняя пылинка.
- После 2005 года роботы-пылесосы также начали выпускать: Dyson, Hitachi, Panasonic и др.
- На российский рынок компания iRobot официально вышла в 2009 году с моделями роботов-пылесосов адаптированными и официально сертифицированными для российского рынка.
- К 2010 году компания iRobot стала лидером в сегменте бытовых роботов, продав к этому времени около 5 миллионов бытовых роботов в США и Западной Европе.
- В 2011 году в широкую продажу поступила новая усовершенствованная серия роботов-пылесосов iRobot Roomba 700-серии.
- В апреле 2011 года компания LG представила 5-е поколение роботов-пылесосов Hom-Bot[4].
- В начале 2014 года компания Dyson составила инвестиционный план, расписанный на 5 лет, по внедрению робототехники в бытовые приборы, и в частности в пылесосы. По этому плану компания намерена вложить около 8 млн евро сейчас и ещё около 4,5 млн евро в течение ближайших трех лет[5].
- В 2021 году роботы-пылесосы заняли 20% российского рынка пылесосов в штуках[6].